# Imprensa Nacional de Moçambique
Die Imprensa Nacional de Moçambique (INM; portugiesisch für „Nationale Druckerei von Mosambik“) ist die staatliche mosambikanische Druckerei. Sie ist für die Veröffentlichung amtlicher Dokumente (u. a. des Amtsblatts Boletim da República) sowie die Erbringung grafischer Dienstleistungen für staatliche Institutionen und andere Auftraggeber verantwortlich. Die Druckerei hat ihren Sitz in Maputo, in der Rua da Imprensa 283.

## Geschichte

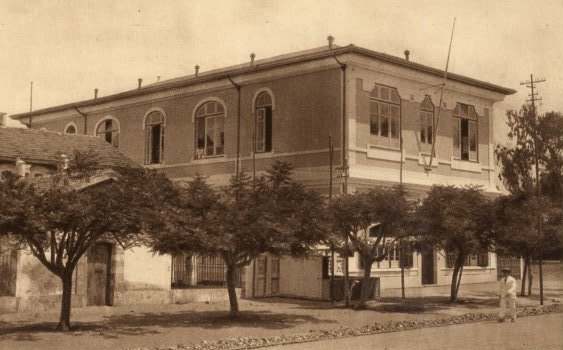
Der Sitz der Imprensa Nacional befindet sich seit mehreren Jahrzehnten in der Rua da Imprensa / Avenida 25 de Setembro – wie hier auf einem Foto aus den 1920er Jahren zu sehen

Die Imprensa Nacional de Moçambique wurde am 13. Mai 1854 gegründet, um die damalige portugiesische Überseeprovinz Mosambik mit einem offiziellen Amtsblatt (Boletim oficial da Colonia de Moçambique, 1854–1951) – dem heutigen Boletim da República – zu versorgen. Zu Beginn unterstand die Einrichtung direkt dem Generalgouverneur der Kolonie und war für die Veröffentlichung von Mitteilungen von Interesse für die koloniale Verwaltung zuständig. Ursprünglich befand sich der Sitz der INM auf der Ilha de Moçambique, der damaligen Hauptstadt der Kolonie. 1898 wurde die damalige Stadt Lourenço Marques (heute Maputo) zur Hauptstadt der Kolonie ernannt; dementsprechend zog auch die Druckerei um.
Die Imprensa Nacional de Moçambique setzte ihre Aufgabe als staatliche Druckerei auch nach der Unabhängigkeit 1975 fort und veröffentlichte zu diesem Zeitpunkt ihre erste Publikation nach der Unabhängigkeit – die Verfassung der Volksrepublik Mosambik sowie das Staatsangehörigkeitsgesetz (Lei da Nacionalidade). Nach eigener Darstellung verlor die Druckerei in den Jahrzehnten darauf jedoch zunehmend Marktanteile, da sie mit veralteten Geräten und nicht mehr zeitgemäßen Verfahren arbeitete. Zunehmend verlor die Druckerei Kunden. Bis zu seiner Abschaffung Anfang der 1990er Jahre war die Druckerei direkt dem mosambikanischen Informationsministerium unterstellt.
Im Dezember 2009 wurde die Imprensa Nacional de Moçambique in ein öffentliches Unternehmen (portugiesisch Empresa Pública, E.P.) umgewandelt und unter der Aufsicht des mosambikanischen Justizministeriums gestellt. Der mosambikanische Staat ist Alleineigentümer der Druckerei (über das IGEPE).

## Aufgaben und Dienstleistungen
Gemäß dem Dekret Nr. 84/2009 vom 29. Dezember 2009 umfasst der Tätigkeitsbereich der INM unter anderem:
- Amtliche Veröffentlichungen: Die INM ist verantwortlich für die Herausgabe des Boletim da República, dem offiziellen Amtsblatt Mosambiks. Darin werden Gesetze, Verordnungen, Regierungsentscheidungen und andere rechtlich verbindliche Dokumente veröffentlicht.
- Druck von Regierungsdokumenten: Sie druckt offizielle Regierungsberichte, statistische Jahrbücher, Wahlunterlagen, Bildungs- und Prüfungsmaterialien sowie weitere Publikationen für Ministerien und öffentliche Einrichtungen.
- Kommerzielle Druckdienstleistungen: Neben amtlichen Aufgaben bietet die INM auch kommerzielle Druckleistungen für externe Kunden an, darunter Bücher, Broschüren, Zeitschriften und andere Drucksachen.
- Archiv und Dokumentation: Die INM fungiert auch als Aufbewahrungsstelle für historische Regierungsdokumente und ältere Ausgaben des Boletim da República.

Zusätzlich bietet die INM auch Druckdienstleistungen für externe Kunden an.